# جاش سانتاکاترینا
جاش سانتاکاترینا (به انگلیسی: Josh Santacaterina) (زادهٔ ۲۱ مهٔ ۱۹۸۰) شناگر اهل استرالیا است.جاش سانتاکاترینا در سال ۲۰۰۶،در شنای آب های آزاد به مسافت ۲۵کیلومتر،به مدل طلا دست یافت.